# 1919 Clemence
Az 1919 Clemence (ideiglenes jelöléssel 1971 SA) egy kisbolygó a Naprendszerben. James B. Gibson, Carlos Ulrrico Cesco fedezte fel 1971. szeptember 16-án.